# UAC ターボトレイン

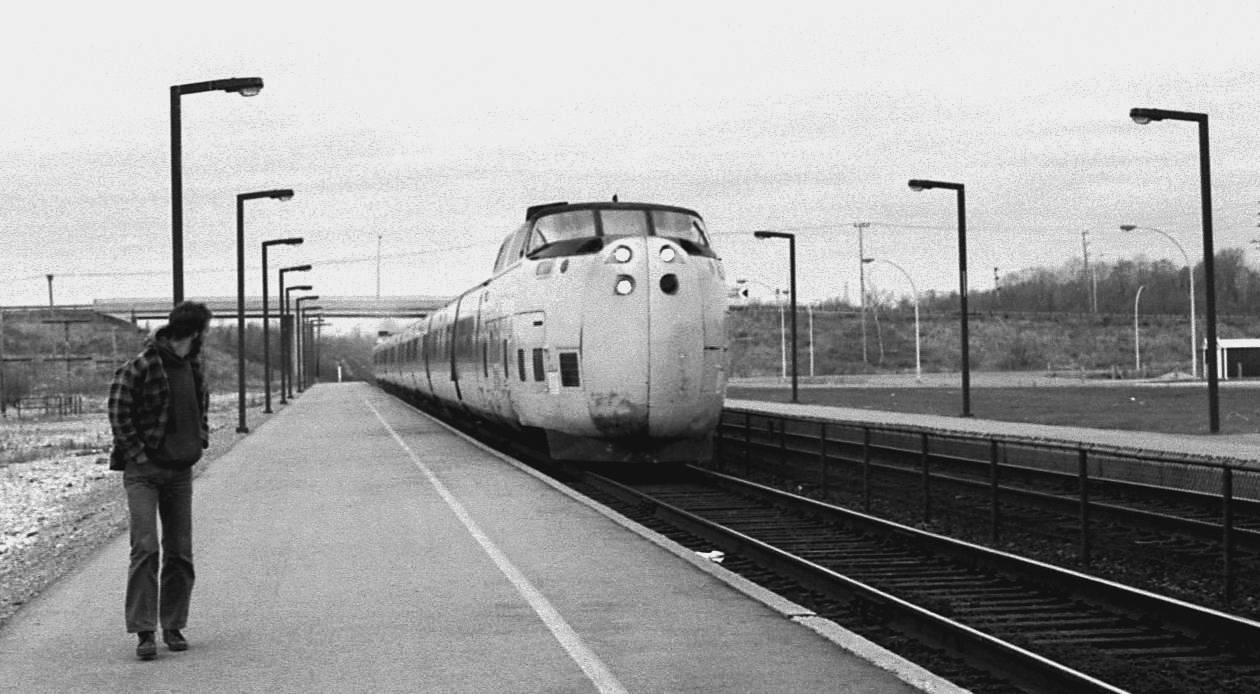
ターボトレイン

ターボトレインとは、ユナイテッド・エアクラフト (UA、のちのユナイテッド・テクノロジーズ) が製造した高速列車である。カナダでは1968年から1982年まで、アメリカ合衆国では1968年から1976年まで運行された（1980年までアムトラックには継承されなかった）。使用される車両は、両端に機関車を、その間に客車を配置したプッシュプル方式（ペンデルツーク）であり、機関車はガスタービンエンジンで発電した電力でモーターを駆動する電気式ガスタービン機関車 (GTEL) で営業使用された史上初のものであり、車体傾斜式車両としても初期のもののひとつである。

## 詳細
車両思想のルーツは、1950年代のチェサピーク・オハイオ鉄道に遡る。それは、まだガスタービンエンジンの使用は想定されていなかったが、車体傾斜機構、両端に配置された機関車、二枚貝の殻が合わさったような前頭部の貫通ドアなど、高速走行のためのさまざまな革新的な研究がなされていた。
両端の機関車の間に客車が挟まれる編成とする方式で、客車には次のような車体傾斜機能がある。各車両は車端部の屋根部分で両側の車両から吊り下げられており、1軸連接台車から空気ばねをはさんで車体と結ばれ、さらに車端部の屋根部分へと伸びた複雑なリンク機構があり、カーブにさしかかるとこれが作用し、天井付近を回転の中心として車体下部が外側に振り出される。車両は、重心を低くするために床の高さを通常のものより75cm低くしてある。これは日本の381系とは大きく違っている。381系は、台車の上で車体が左右にローリングするもので、その回転の中心は床の少し上くらいとなり、カーブの内側となる車体は通常よりも内側に倒れ込む。
1軸台車の連接機構を持つため、原則として編成を組み替えることができない。客車を増減したいときのために、前頭部に貫通ドアが設けられており、2編成を連結する際には幌で結ばれた。
これらの機構は特許であり、アメリカ運輸省が北東回廊で高速試験を行う（後述）際、エンジンをディーゼルエンジンではなくガスタービンエンジンに変更した以外は、特許をほぼ踏襲した。ガスタービンエンジンは有名なプラット・アンド・ホイットニー(P&W) PT6に小変更を加えたST6。このエンジンは4,000 - 5,000馬力を発生し、トルクコンバータを介して減速したうえで発電機を駆動する。また、第三軌条から集電する装置も搭載していたので、手前にトンネルのあるニューヨーク州のグランド・セントラル駅（のちにペンシルベニア駅）までエンジンを停止したうえで乗り入れることができた。
このエンジンは非常に小さく、軽い。質量は補機を入れてわずか300ポンド (135kg) しかないため、エンジンはドームの下に配置され、空いた半車分のスペースは客室とされ、その部分は「パワー・ドーム・カー」とされた。両端の機関車には車体傾斜機能はない。

## 製造と使用

### カナダ

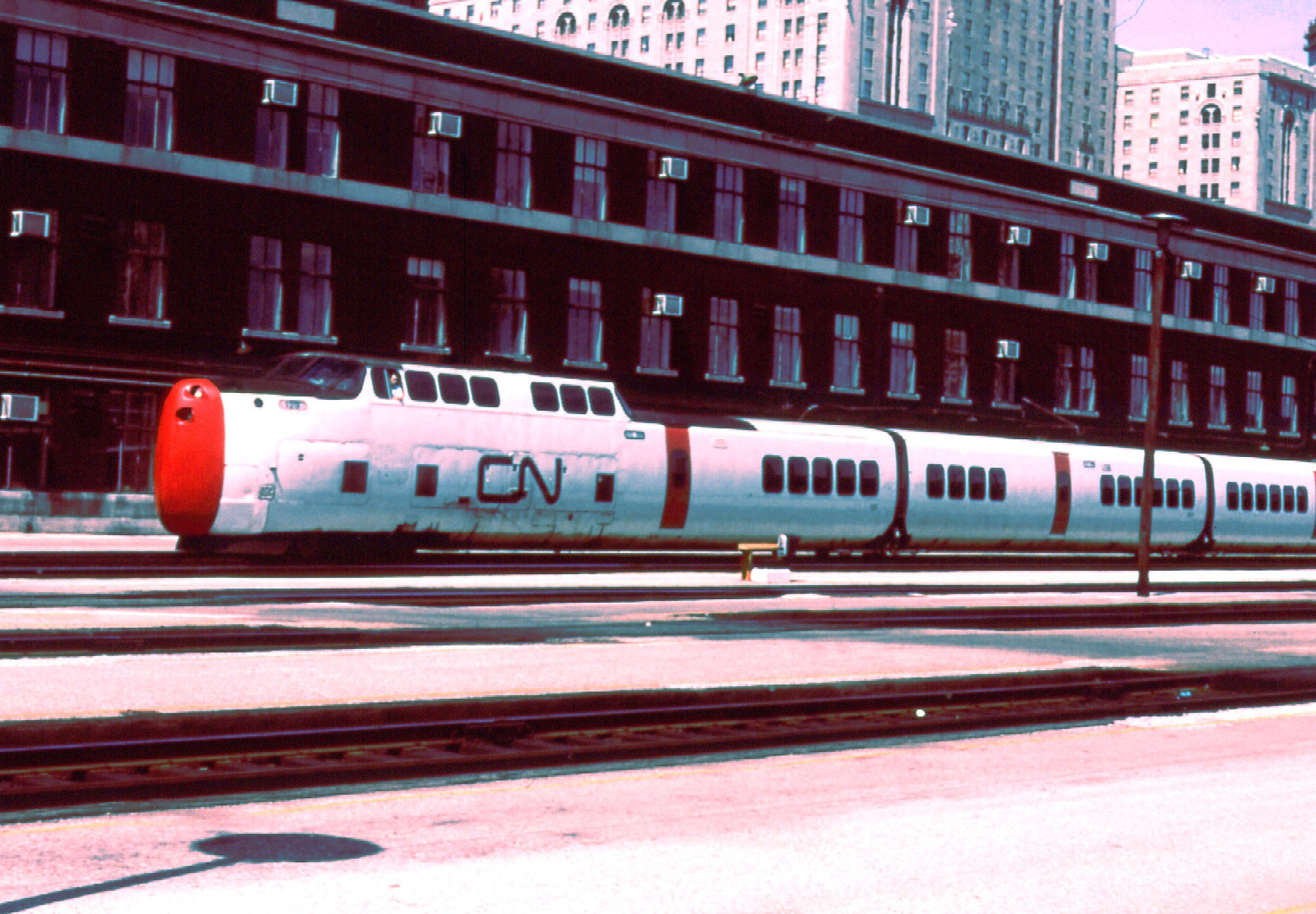
CNのターボトレイン（1975年、トロントにて）

1966年5月、カナディアン・ナショナル鉄道 (CN) はモントリオール - トロント間の列車に使用するために、7両編成を5本発注した。製造はモントリオール・ロコモティブ・ワークスで、UACカナダ（現在のP&Wカナダ）が製造したST-6エンジンの供給を受けた。当初、CNは2編成を連結し、14両編成・定員644名で運転する計画だった。しかし、実車が完成すると計画を変更し、9両編成3本とした。余った車両は4両編成2本に組成してアムトラックに売却したが、うち1編成は1973年の試運転中に貨物列車と接触、焼損した。
ターボトレインの公開試運転は1968年12月に大勢の報道関係者や電機産業メディアを招待して行われた。不運なことに、その運転中にキングストン郊外の踏切でトラックに衝突。問題は冬のカナダ寒さに起因するブレーキシステムの凍結が原因とされ、1969年1月早々から予定していた営業運転ができなくなった。
1973年後半になって、ケベックシティ・ウインザー・コリドー (en:Quebec City-Windsor Corridor) のトロント - モントリオール間でようやく営業運転が開始された。CNでは略して「ターボ」と名付け、停車駅はドーバル、キングストン、ギルドウッドのみとした。往復ともトロントまたはモントリオールを12時45分と18時10分に発車し、モントリオールまたはトロントに16時44分と22時14分に着くというダイヤであり、夕方の1往復は土曜運休であった。昼間の列車の所要時間は3時間59分であり、夕方の列車は4時間14分であったが、それまでの最速列車ラピッドより1時間以上の時間短縮となった。

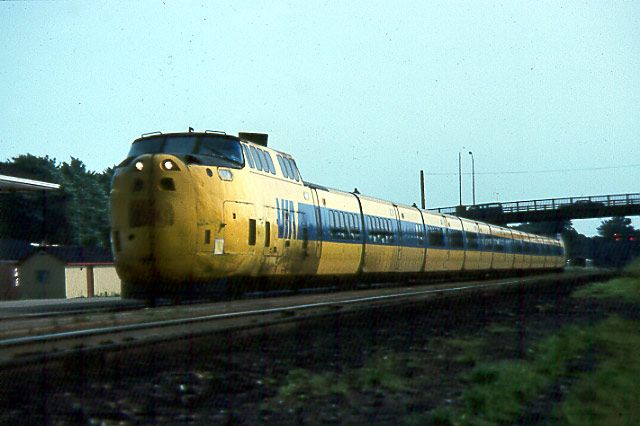
VIA鉄道のターボトレイン（1981年、オンタリオ州ブロックヴィルにて）

CNとしてのターボトレインの運行は1978年までで、以降はVIA鉄道へと引き継がれ、1982年12月31日まで運転された。後継となったのは、ボンバルディア・トランスポーテーションの電気式ディーゼル機関車が牽引するLRCである。CNの記録によれば、ターボトレインの利用率は97％を超えた
廃車後は全車両が解体されており、現存するものは存在しない。

### アメリカ

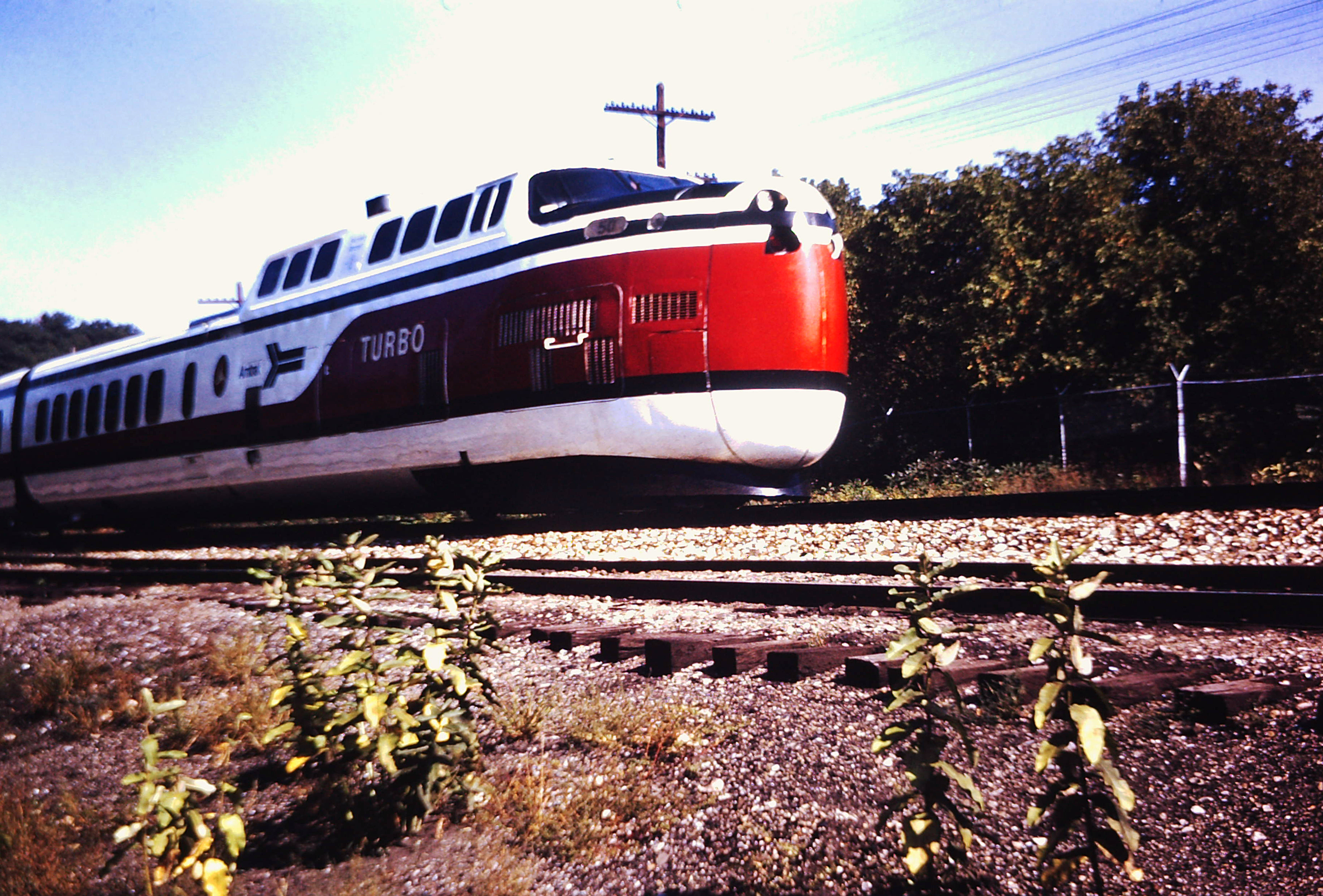
アムトラックのターボトレイン（1971年、ミシガン州アナーバーにて）

ターボトレインは1968年よりアメリカでも使用が開始されていた。運行経路はボストン - ニューヨーク間で、運行会社は、初期はニュー・ヘブン鉄道 (NH) 、のちにペン・セントラル鉄道 (PC) 、そしてアムトラックへと継承された。
アメリカでは、ターボトレインは当初3両編成で、1972年からは5両編成で運行された。最高営業運転速度は160km/hであった。
1967年12月20日、北東回廊にあるアメリカ運輸省の高速試験線において、ガスタービン車両における世界最高速度170.8mph (275km/h) を樹立した。この試験線はニュージャージー州のトレントン - ニューブランズウィック間のPCの幹線上にあり、記録は3両編成の列車で達成された。この記録は、現在に至るまで、北米における量産車の最高速度記録である。なお、カナダでの最高速度記録は140.6mph (226km/h) である。
1976年9月をもってアムトラックでの運用を終了した
。運用終了後はイリノイ・セントラル鉄道へ譲渡する計画もあったが実現には至らず、全車両が解体処分された。

### その後の動き
2000年代初期にはボンバルディア・トランスポーテーションが150mph (240km/h) で走行可能な新たな車体傾斜式ガスタービン動車ジェットトレインを試作し、VIA鉄道とともにカナダ政府にアプローチしたが、実現しなかった。